# アツ窳

『古今図書集成』所収の『神異典』より「窫窳神図」

窫窳（あつゆ）は、中国に伝わる伝説上の神・怪物。猰貐とも書かれる。

## 概要
『山海経』海内西経によると、もともとは蛇身人面の天神であったが、危（き）と弐負（じふ）という神によって殺された。黄帝によって崑崙山で薬をほどこされ蘇生したが、川に身を投げて怪物に変じたという。
姿は赤い牛のようで人面、足は馬のようで赤ん坊のような声で鳴く。人を襲っては喰い、堯の命を受けた弓の名手の羿（げい）によって退治された。